# Операция «Оскар»
Операция «Оскар» — полицейская операция Европола, направленная на поддержку расследований в отношении преступных активов, принадлежащих физическим и юридическим лицам, находящимся под санкциями, последовавшими за вторжением России в Украину, и расследований обхода экономических и торговых санкций ЕС. Операция проводится совместно с Евроюстом, агентством Европейского союза по безопасности внешних границ (Фронтекс) и странами-членами ЕС. Операция была инициирована 11 апреля 2022 года.
Операция была инициирована Европейским центром по финансовым и экономическим преступлениям (EFECC) в структуре Европола, который специализируется на отслеживании, идентификации и заморозке преступных активов, помогает национальным расследованиям коррупции, отмывания денег и других преступлений, связанных с движением финансовых потоков. EFECC обеспечивает взаимодействие подразделений по возврату активов стран-членов ЕС через систему защищённой коммуникации SIENA.
Операция «Оскар» — «зонтичная» операция, которая включает несколько отдельных полицейских операций. Европол координирует обмен информацией и разведданными, агрегирует и анализирует информацию для выявления транснациональных связей между преступными группами и подозреваемыми, определяет паттерны в действиях нарушителей. Организация оказывает финансовую поддержку, предоставляет криминалистическую и технологическую экспертизу национальным расследованиям. 
Евроюст обеспечивает обмен стратегической и оперативной информацией, координирует национальные следственные и судебные действия стран-членов ЕС. «Фронтекс» организует усиленный контроль перемещений подсанкционных лиц через границу ЕС. С момента запуска в рамках операции Европол заморозил активы на сумму не менее 2 млрд евро.